# Передкарпатський калієносний басейн
Передкарпатський калієносний басейн
Родовища калійних солей в відкладах стебницької і воротищенської світ неогену утворюють Передкарпатський калієносний басейн. В межах Львівської і Івано-Франківської областей його протяжність до 280 км при ширині 15—30 км і площі понад 4500 км². Тут виявлено 17 родовищ калійних солей, з яких 13 обліковуються державним балансом. В Івано-Франківській області розташовані дві групи зближених родовищ: Калуш-Голинська (Калуш-Голинське, Домбровське, Пійло) і Марківсько-Розсільнянська (Марківське, Молодьківське, Дзвіняцьке, Старунське, Розсільнянське), та 3 одиночні родовища: Тура Велика, Тростянець, Кадобна, які стоять на державному балансі, а також Делятинське та Білі Ослави (Березівське) — балансом не обліковані.
Запаси розвіданих родовищ і опошукованих площ калієносного басейну складають більше 5 млрд т сирих калійних солей (0,6 млрд т в перерахунку на К2О), в тому числі, по Івано-Франківській області — 1091 млн т, що становить 25 % загальних по Україні.
Експлуатуються тільки Стебницьке калійне родовище у Львівській області і Калуш-Голинське в Івано-Франківській . Калуш-Голинське родовище розробляється з 1967 року рудником «Ново-Голинь», запаси якого вже відпрацьовані, і Домбровським кар'єром. Проектна потужність кар'єру 1,25 млн т руди була досягнута в 1974 р. Глибина кар'єру 45 — 65 м (проектна максимальна глибина розробки — 160 м).
В 1979 році розпочато будівництво рудника «Пійло», де передбачена розробка родовища підземним способом. Пройдено три шахтних стовбура: головний, допоміжний і вентиляційний глибиною 530, 555 і 523 м, відповідно. У зв'язку з недостатнім фінансуванням роботи тут припинені.
На балансі Калуш-Голинського родовища на 01.01.1998 р. обліковуються запаси калійних солей по категоріях А+В+С1 — 396,4 млн т; на ділянці Пійло — 371,04 млн т; на ділянці Домброво — 370 млн т. Запаси на руднику «Ново-Голинь» відпрацьовані.
Перспективи Калуш-Голинського родовища практично вичерпані і підприємству необхідна додаткова резервна база мінеральної сировини із запасами високих категорій (В+С1+С2) не менш як 400—450 млн т.
Проведені в безпосередній близькості від родовища пошукові роботи не дали позитивних результатів. Тому одним із потенційних резервів може бути Марково-Розсільнянська група родовищ, яка лежить за 40 км на південний схід від м. Калуш і потребує геологічного довивчення.
Фактичний видобуток руди по кар‘єру за 1997 р. становив 762,9 тис. т (86 тис. т в перерахунку на К2О), а експлуатаційні втрати при цьому склали 48,3 тис. т руди (5 тис. т в перерахунку на К2О), або 6 % від погашених запасів.
З видобутої руди вироблено 7,5 тис. т товарного каїніту, 26,2 тис. т мінеральних добрив; технічної солі — 23,97 тис. т; металу магнію — 7,65 тис. т; каліймагнезії — 101,9 т.
На найближчий період передбачається річний видобуток руди біля 800 тис. т.
На базі Калуш-Голинської групи родовищ працює завод калійних добрив, який входить до складу ВАТ «Оріана». На даний час цей завод — єдиний виробник калійних добрив на Україні, оскільки Стебницький рудник і завод у Львівській області не працюють. Кінцева продукція заводу — каліймагнезія, сиромелений каїніт, технічна сіль, хлормагнієвий розчин (25 % MgCl2) який є вихідною сировиною для виробництва металевого магнію. Випуск каліймагнезії (високоефективного мінерального добрива) становить усього 40 тис. т (у перерахунку на 100 % К2О); потреба країни в сульфатних калійних добривах (за даними НДІ Галургії) — 300 тис. т в рік до 2005 року зросте до 450 тис. т. На сьогодні базові підприємства галузі (завод калійних добрив ВАТ «Оріана» і Державне гірничо-хімічне підприємство «Полімінерал») перебувають у критичному становищі і виробляють тільки близько 6 % добрив від потреби сільського господарства.
Дефіцит калійних добрив в Україні значний. Частково він покривається імпортними закупками. Проте таке вирішення проблеми є недалекоглядним, бо існує реальна можливість в забезпеченні їх випуску за рахунок реконструкції місцевих діючих виробництв і освоєння нових родовищ Прикарпаття.
Тому в 1992—1993 роках Калуським НДІ Галургії була розроблена програма збільшення випуску калійних добрив і подальшого розвитку калійної промисловості України, яка передбачала:
- закінчення будівництва нового рудника «Пійло»;
- реконструкцію діючого рудника Стебницького калійного заводу;
- реконструкцію Калуського заводу на випуск безхлорних калійно-магнієвих добрив;
- розробку технології видобутку і переробки Марково-Розсільнянської групи родовищ і родовища Білина Велика (Львівська область);
- розробку методики, збагачення полімінеральних калійних руд Передкарпаття;
- інтенсивне нарощування промислових запасів за рахунок виявлених і нових родовищ.
Крім мінеральних добрив, супутньо мали використовуватись технічна і господарська сіль, як сировина для виготовлення хлору і каустичної соди, і хлормагнієвий розсіл — як сировина для виготовлення периклазу для вогнетривкої промисловості, або для отримання металічного магнію.
Виконання цієї програми дозволило б на 2000 рік довести випуск калійних добрив до 920 тис. т К2О, що могло б забезпечити Україну калійними добривами на 70 %. На сьогоднішній день ця програма не виконується, хоча залишається дуже актуальною.
Для виведення калійної промисловості із кризового стану, НДІ Галургії була розроблена Державна програма розвитку виробництва калійних добрив на 1997—2006 роки, відповідно до постанови Кабінету Міністрів від 26.06.1996 р. № 680. Програма затверджена постановою Колегії Міністерства промислової політики і передбачає поетапну стабілізацію роботи діючих виробництв, розвиток мінерально-сировинної бази, забезпечення екологічної рівноваги, а також освоєння технологій для комплексної переробки сировини і будівництва нових підприємств.
На першому етапі реалізації програми, до 2001 року передбачалось різке збільшення видобутку калійної руди (до 2,8 млн т по Калуському та Стебницькому підприємствах) і використання її як основного калійного добрива у найближчі 3—4 роки. Це потребувало 275 млн грн. і давало змогу збільшити виробництво добрив до 453 тис. т К2О в рік. На другому етапі планувалось доведення їх виробництва до 623 тис. т К2О в рік за рахунок докорінної реконструкції підприємств з випуску концентрованих калійних добрив, а також забезпечення розвитку мінерально-сировинної бази підприємств. Для цього потрібно 703 млн грн.
Реалізації цієї програми була повністю зірвана.
Першочерговими роботами по створенню резервної сировинної бази калійних солей для Калуського калійного підприємства є:
- завершення геологопошукових робіт в районі Горохоліно — Надвірна, розпочатих в 1989 р. і законсервованих в зв'язку з відсутністю фінансування;
- завершення роботи з зіставлення даних розвідки і розробки Калуш-Голинського родовища, розпочатих в 1997 р.;
- завершення роботи по прогнозній оцінці ресурсів калійних і кам'яних солей Прикарпаття та вдосконалення методики їх пошуків і розвідки;
- детальна розвідка покладів Марково-Розсільнянської групи родовищ;
- розробка методики та впровадження геотехнології розробки калійних родовищ методом підземного вилуговування (розчинення) через свердловини. Метод застосовується в світовій практиці видобутку калійних солей. Він є найбільш економічно вигідним, тому що різко зменшує витрати на вирішення екологічних проблем і втрат геологічних запасів в надрах, які неминучі при шахтній системі експлуатації. Таким методом можна розробляти також невеликі за запасами родовища, які є в Прикарпатті.
Виконання перерахованих в програмі заходів задовольнить потребу України в сульфатних калійних добривах (частину з них дозволить експортувати) і створить резервну сировинну базу калійних солей.